# 理查德·卡欣
理查德·卡欣（英語：Richard Cashin，1953年4月17日—），美国男子赛艇运动员。他曾代表美国参加1979年泛美运动会赛艇比赛，获得一枚银牌。他也参加了1976年夏季奥运会。